# 해리 워터스 주니어

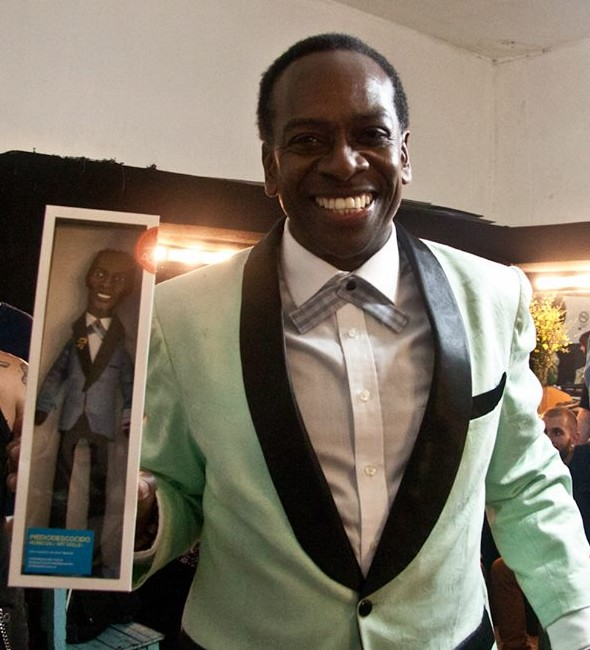

해리 워터스 주니어(Harry Waters Jr., 1953년 4월 ~ )는 미국의 배우, 텔레비전 배우이다.
덴버에서 태어났다.

## 방송
- 이상한 나라의 앨리스

## 영화
- 빅 불리 (1996년)
- 이상한 나라의 앨리스 (1991년)
- 지옥의 반담 (1990년)
- 빽 투 더 퓨쳐 (1985년) - 마빈 역